# デイヴ・サミュエルズ
デイヴ・サミュエルズ（Dave Samuels、1948年10月9日 - 2019年4月22日）は、コンテンポラリー・ジャズのグループであるスパイロ・ジャイラと長年一緒に活動してきたアメリカ合衆国のヴィブラフォン奏者にしてマリンバ奏者。その在籍期間中における彼のレコーディングやライブ・パフォーマンスでは、トリニダード起源の調整打楽器であるスティールパンにおける腕前も反映されている。

## 略歴
デイヴ・サミュエルズはイリノイ州ウォキーガンで生まれた。6歳でドラムとピアノを弾き始めた。ボストン大学在学中にヴィブラフォンとマリンバを学んだ。同じくボストンにあるバークリー音楽大学で勉強を続け、ヴィブラフォン奏者のゲイリー・バートンに師事した。1974年にニューヨークに移る前、バークリーでパーカッションを教えた。すぐにジェリー・マリガン、カーラ・ブレイ、ジェリー・ニーウッドとレコーディングやパフォーマンスを行うようになった。また、ボストンで彼の師となったデヴィッド・フリードマンとヴァイブ/マリンバのデュオで演奏し、ダブル・イメージという名義でアルバムをリリースした。
1979年にはスパイロ・ジャイラでレコーディングを開始し、最終的には1986年にバンド・メンバーとなり、1990年代までバンドに在籍した。1980年代には、ポール・マッキャンドレス、アート・ランディ、アンソニー・デイヴィス、ボビー・マクファーリンともレコーディングを行った。1993年、カリビアン・ジャズ・プロジェクトを結成した。
サミュエルズは、雑誌『モダン・パーカッショニスト』や『モダン・ドラマー』のコラムを書き、教本や教則ビデオを作成した。彼はバークリーとニューイングランド音楽院で教鞭をとった。
サミュエルズは、未発表の長期的な病気のため、2019年4月22日に亡くなった。

## ディスコグラフィ

### リーダー・アルバム
- 『スカイライト』 - Skylight (1981年、ECM) ※with アート・ランディ、ポール・マッキャンドレス
- Living Colors (1988年、GRP)
- Ten Degrees North (1989年、GRP)
- 『ファウンティン・ヘッド』 - Fountainhead (1989年、SteepleChase) ※with アンディ・ラヴァーン
- 『ナチュラル・セレクション』 - Natural Selection (1991年、GRP)
- 『デル・ソル〜カル・ジェイダーに捧ぐ』 - Del Sol (1992年、GRP)
- Synergy with Samuels (1994年、Tall Poppies)
- 『ジェイダー・イズド〜カル・ジェイダー・トリビュート』 - Tjader-ized: A Cal Tjader Tribute (1998年、Verve/Polygram)
- Mosaic (2006年、Concord)
- Dualism (2007年)[8]

スパイロ・ジャイラ
- 『スパイロ・ジャイラ』 - Spyro Gyra (1979年、GRP)
- 『モーニング・ダンス』 - Morning Dance (1980年、GRP)
- 『キャッチング・ザ・サン』 - Catching the Sun (1980年、GRP)
- 『カルナヴァル』 - Carnaval (1981年、GRP)
- 『フリータイム』 - Freetime (1982年、GRP)
- 『遙かなるサンファン』 - Incognito (1983年、GRP)
- 『シティ・キッズ』 - City Kids (1984年、GRP)
- 『オルタナティング・カレンツ』 - Alternating Currents (1985年、GRP)
- 『ブレイクアウト』 - Breakout (1986年、GRP)
- 『言葉のない物語』 - Stories Without Words (1987年、GRP)
- 『ライツ・オブ・サマー』 - Rites of Summer (1988年、GRP)
- 『ポイント・オブ・ヴュー』 - Point Of View (1989年、GRP)
- 『ファスト・フォワード』 - Fast Forward (1990年、GRP)
- 『スリー・ウィッシズ』 - Three Wishes (1992年、GRP)
- 『ドリームス・ビヨンド・コントロール』 - Dreams Beyond Control (1993年、GRP)
- 『ラヴ・アンド・アザー・オブセッションズ』 - Love and Other Obsessions (1995年、GRP)
- 『ハート・オブ・ザ・ナイト』 - Heart of the Night (1996年、GRP)
- 『20/20』 - 20/20 (1997年、GRP)
- 『ゴット・ザ・マジック』 - Got the Magic (1999年、Windham Hill)
- 『イン・モダン・タイムズ』 - In Modern Times (2001年、Heads Up)
- 『オリジナル・シネマ』 - Original Cinema (2003年、Heads Up)
- 『ザ・ディープ・エンド』 - The Deep End (2004年、Heads Up)
- 『ラップト・イン・ア・ドリーム』 - Wrapped in a Dream (2006年、Heads Up)
- 『ア・ナイト・ビフォア・クリスマス』 - A Night Before Christmas (2008年、Heads Up)

カリビアン・ジャズ・プロジェクト
- The Caribbean Jazz Project (1995年、Heads Up)
- 『アイランド・ストーリーズ』 - Island Stories (1997年、Heads Up)
- New Horizons (2000年、Concord Picante)
- Paraiso (2001年、Concord)
- The Gathering (2002年、Concord Picante)
- Birds of a Feather (2003年、Concord Picante)
- Schuur Fire (2005年、Concord Picante) ※Diane Schuur with Caribbean Jazz Project名義
- Here and Now: Live in Concert (2005年、Concord)
- Mosaic (2006年、Concord Picante)
- Afro Bop Alliance (2008年、Heads Up)

ダブル・イメージ
- 『ダブル・イメージ』 - Double Image (1977年、ECM)
- 『ダブル・イメージ』 - Dawn (1979年、ECM)
- In Lands I Never Saw (1986年、Celestial Harmonies)
- 『オープンハンド』 - Open Hand (1994年、DMP)
- Moment to Moment (Live In Concert) (2006年、Double Image Music)